# R/AskReddit
AskReddit (иногда стилизуется как Ask Reddit or Ask Reddit...) — сабреддит на сайте Reddit, где пользователи задают открытые вопросы, на которые затем могут ответить другие пользователи. Его описание гласит, что это «место, где можно задавать вопросы, заставляющие задуматься, и отвечать на них». По состоянию на июль 2015 года AskReddit был самым популярным сабреддитом на сайте, а по состоянию на сентябрь 2021 года насчитывал 33,5 миллиона участников. В ноябре 2018 года Кевин Вонг из Complex написал:

Reddit позиционирует себя как главную страницу интернета. Если расширить эту метафору, то AskReddit — это заголовок, размещённый в верхней части этой первой страницы, потому что нет ничего более захватывающего, увлекательного и вызывающего неловкость, чем посты на AskReddit.Оригинальный текст (англ.)Reddit bills itself as the front page of the Internet. If one were to extend this metaphor, then AskReddit would be the headline splashed across the top of that front page, because there is nothing as consistently exciting, absorbing, and cringe-worthy as the posts on AskReddit 